# Hypena duplicilinea
Hypena duplicilinea là một loài bướm đêm trong họ Erebidae.